# See No Evil: The Moors Murders
See No Evil: The Moors Murders är en brittisk kriminaldramaserie som hade premiär 14 maj 2006. Serien som är baserad på Moors Murders består av två avsnitt.

## Handling
När David och Maureen Smith hamnar i nattsvart sorg efter att deras halvårsgamla dotter dör i plötslig spädbarnsdöd. De söker tröst hos Maureens syster Myra och dennes pojkvän Ian Brady, utan att veta vilka mörka hemligheter paret besitter.

## Rollista i urval
- Joanne Froggatt - Maureen Smith
- Sean Harris - Ian Brady
- Maxine Peake - Myra Hindley
- Matthew McNulty - David Smith
- George Costigan - Joe Mounsey
- John Henshaw - DCS Arthur Benfield
- Susan Twist - Nellie Hindley
- Steve Evets - Jack Smith